# Casper (gobernante maya)

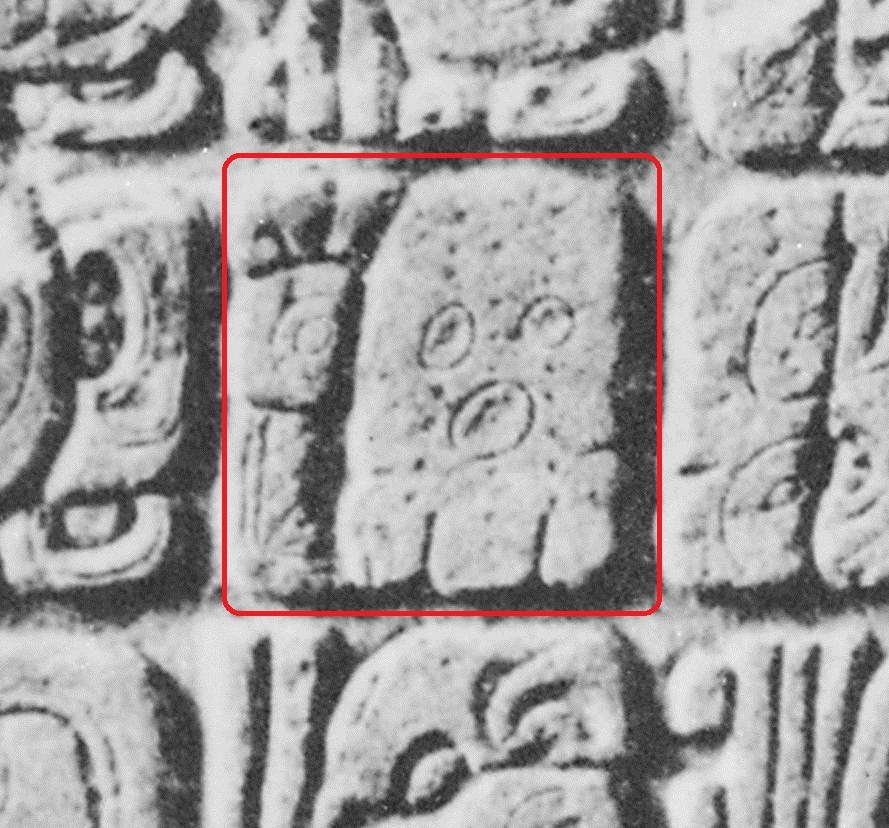
Glifo maya que representa a Casper en el tablero del Templo de la Cruz en Palenque.

“Casper” (8 de agosto de 422 - 487) fue un ahau maya del señorío de B'aakal, cuya ciudad sede fue Lakam Ha', actualmente conocida como la zona arqueológica de Palenque. Es también referido como 11 Conejo o como  Ch'aaj K'ik'. Gobernó del año 435 al 487.

## Nombre y registros biográficos
Debido a que no se ha podido descifrar el glifo maya que representa su nombre, fue apodado “Casper” por los arqueólogos Floyd Lounsbury y Linda Schele como el cómic Casper o Gasparín debido a la similitud que tiene el glifo con la caricatura de un fantasma.  Eric S. Thompson sugirió el nombre Xipe porque lo asociaba con la piel desollada del dios mexica Xipe Tótec, mientras que Alfonso Morales Cleveland y Merle Greene Robertson sugirieron el nombre de Manatí por el parecido del glifo a dicho mamífero acuático. De acuerdo a la cuenta larga del calendario maya nació el 8.19.6.8.8 11 lamat 6 xul, es decir, el 8 de agosto de 422. Es por su fecha de nacimiento que se le ha llamado también 11 Conejo, pues la correlación con el calendario mexica sería precisamente 11 tochtli o conejo. Finalmente, el epigrafísta Guillermo Bernal Romero, de acuerdo a sus investigaciones en el tablero de K'an Tok, ha sugerido que el verdadero nombre de este gobernante era Ch'aaj K'ik'.
Ascendió al trono en la fecha 8.19.19.11.17 2 kaban 10 xul, es decir, el 9 de agosto de 435, cuando sólo contaba con trece años de edad. Su reinado se extendió por más de cincuenta años, hasta el año de su muerte, la cual ocurrió en el 487. Se encontró una vasija hecha de caliza cárstica que lleva su nombre con la inscripción: yuk’ib ch’ok ch’a-? k’uhul baakal ajaw lo que significa «la copa del príncipe Ch'aaj K'ik', divino señor de B'aakal». 
Existen registros en el templo XVI, en el tablero de K'an Tok, que indican que en el año 445 (3 muluk 17 muwan), se llevó a cabo una ceremonia en la cual “Casper” designó a su hermano menor, K'ahk' Chaahk, como un nahb'atow-il. El nahb'atow-il era una cargo de relevancia cuya función primordial era asistir al ahau, y a sus hijos, durante los rituales de autosacrificio de sangre, así como gobernar un lugar foráneo llamado K'an Tok (Lugar de la Nube Preciosa). En el señorío de B'aakal, los mayas llamaron Lakam Ha' (Lugar de las Grandes Aguas) al sitio donde vivían sus gobernantes, hoy conocido como la zona arqueológica de Palenque.